# Арчалы (Иссык-Кульская область)
Арчалы (кирг. Арчалы) — село в Тонском районе Иссык-Кульской области Кыргызстана. Входит в состав Кюн-Чыгышского аильного округа. Код СОАТЕ — 41702 220 810 02 0.

## Население
По данным переписи 2009 года, в селе проживало 303 человека.